# Najat Driouech Ben Moussa
Najat Driouech Ben Moussa   (Asilah, 10 de setembre de 1981) és una treballadora social, filòloga i professora, que va arribar a Catalunya el 1990, quan tenia 9 anys.
Ha estat mediadora intercultural. Actualment és tècnica d'ocupació i formació a l'Ajuntament del Masnou. Ocupà la desena posició a la candidatura d'Esquerra Republicana de Catalunya - Catalunya Sí per Barcelona a les eleccions al Parlament de Catalunya de 2017, on fou escollida diputada.
És llicenciada en filologia àrab i diplomada en treball social especialitzada en immigració, identitat i religió. És docent al Màster Món Àrab i Islàmic, impartit a la Universitat de Barcelona.
El 16 de gener de 2018 al primer Ple del Parlament de Catalunya s'inicià com a diputada de la XII Legislatura esdevenint la primera dona diputada, en la història de Catalunya, musulmana, i la primera a dur el vel. En una entrevista al diari Ara afirmà: «tinc dret a la diferència, exactament igual que si una companya decideix anar vestida de rosa».
El 2024 es presenta a les eleccions al Parlament de Catalunya en 4a posició a la llista per Barcelona d'Esquerra.